# O mie
«O mie» (укр. Тисяча») — пісня молдовської співачки Альони Мун, з якою вона представила Молдову на пісенному конкурсі Євробачення 2013 в Мальме. Пісня була виконана 18 травня у фіналі, де, з результатом у 71 бал, посіла одинадцяте місце.
Композитором та продюсером композиції є Паша Парфеній, а автором слів — його дівчина, фотограф Юліана Скутару. Спочатку ця пісня була написана для Паші Парфенія. На національному відбірковому турі до Євробачення у березні 2013 року пісня була виконана англійською мовою.